# 2022 au Maroc
Chronologie du Maroc
- 2018
- 2019
- 2020
- 2021
- 2022
- 2023
- 2024
- 2025
- 2026

Cet article présente les faits marquants de l'année 2022 au Maroc ou relatifs au Maroc.

## Événements
- Entre le 1er janvier et le 13 avril, le APLS a revendiqué de multiples attaques contre les forces marocaines à travers divers secteurs, principalement Mahbes et Haouza, selon son agence de presse officielle. Ces actions incluaient des bombardements ciblant des « régiments » et des positions militaires spécifiques, y compris des « postes de commandement »[1]. Toutefois, ces revendications, émanant de sources officielles du Polisario, restent non-confirmés par la MINURSO en grande majorité.
- 10 avril : une nouvelle attaque de drone marocain touche un convoi de voiture civils à quelques centaines de mètres de la ville mauritanienne Aïn Ben Tili. Le bilan des victimes civils s'élèverait à trois morts et plusieurs blessés dont une majorité de civils sahraouis et mauritaniens dont une femme et sa fille[2].
- 17 mai : les frontières entre le Maroc et les enclaves espagnoles de Ceuta et Melilla sont de nouveau ouvertes[3].
- Des feux de forêt en Afrique du Nord et en Europe se produisent à partir de juin 2022  dans certaines parties de l'Europe et de l'Afrique du Nord touchées par une vague de chaleur rendant les conditions propices à leur déclenchement par la foudre ou une cause humaine. Les principales zones sinistrées sont en France, Grèce, Maroc, Portugal et Espagne.
- 24 juin : des affrontements entre migrants subsahariens et force de l'ordre à la frontière de l’enclave espagnole de Melilla font au moins 27 morts[3].
- 21 novembre : l'ancien ancien ministre des Droits de l’homme et fondateur du Parti marocain libéral ministre des Droits de l’homme, également ancien bâtonnier de Rabat, est condamné à 3 ans de prison pour « outrage à des fonctionnaires publics et à la justice », « injure contre un corps constitué », « diffamation[3]...
- Fin 2022, le ministre de l'Intérieur de la république arabe sahraouie démocratique, Oman Mansour, a révélé que le Polisario allait prochainement se doter de drones militaires dotés de capacités offensives dans le cadre de leur guerre contre l'« occupation marocaine »[4]. Cette annonce a provoqué une escalade des tensions, le Maroc réagissant par la voix de son ambassadeur auprès des Nations unies, Omar Hilale, qui a menacé d'une d'une « réponse militaire appropriée » si des drones iraniens venaient à être utilisés par leurs adversaires au Sahara occidental[5]. À la suite de ces déclarations, le ministre marocain des Affaires étrangères, Nasser Bourita, a accusé l'Iran d'avoir fourni des drones au Polisario. L'Iran a immédiatement rejeté ces accusations, conseillant plutôt au ministre marocain « d'ouvrir la voie à l'autodétermination du peuple du Sahara occidental »[6].

## Sports
- Le Maroc participe aux Jeux olympiques d'hiver de 2022 à Pékin en Chine du 9 au 20 février 2022. Il s'agit de sa huitième participation à des Jeux d'hiver.
- Les championnats d'Afrique d'escrime 2022, vingtième édition des championnats d'Afrique d'escrime, ont lieu du 15 au 20 juin 2022 à Casablanca, au Maroc. C'est la cinquième fois que la ville accueille ces championnats. Elle remplace Le Caire, dont les championnats prévus en 2020 ont été annulés, mais qui accueille cette année les championnats du monde.
- Les Championnats d'Afrique de lutte 2022 se déroulent du 17 au 22 mai 2022 à El Jadida, au Maroc.
- L'Africa Eco Race 2022 est le 14e Africa Eco Race. Le départ officiel est donné à Monaco le 15 octobre 2022. La première spéciale se déroule à Nador au Maroc le 18 octobre 2022. Les concurrents arrivent à Dakar le 30 octobre 2022.

### Basket-ball
- La saison 2021-2022 de la Division Excellence (ou DEX-H) est la 85e édition du championnat du Maroc de basket-ball, sous l'égide de la Fédération royale marocaine de basket-ball.
- La saison 2022-2023 de la Division Excellence (ou DEX-H) est la 86e édition du championnat du Maroc de basket-ball, sous l'égide de la Fédération royale marocaine de basket-ball. Cette édition a connu le retour de la saison régulière au format d'un groupe unique.

### Football
- L'équipe du Maroc de football participe à la Coupe du monde de football 2022 organisée au Qatar du 20 novembre au 18 décembre 2022.
- La Coupe d'Afrique des nations féminine de football 2022 est la quatorzième édition de la Coupe d'Afrique des nations féminine de football, qui met aux prises les meilleures sélections africaines féminines de football affiliées à la Confédération africaine de football (CAF). La compétition sert aussi de tournoi qualificatif pour la Coupe du monde féminine de football 2023, les quatre demi-finalistes se qualifiant pour la compétition mondiale et deux autres équipes disputant des barrages intercontinentaux. Elle se déroule du 2 au 23 juillet 2022 au Maroc.
- La saison 2021-2022 de la Botola Pro1 Inwi est la 106e édition du Championnat du Maroc de football et la 2e sous l'appellation Botola Pro1 Inwi[7]. Il s'agit de la 11e édition du championnat sous l'ère professionnelle. La saison a commencé le 10 septembre 2021. Le Wydad AC remporte le 22ème titre de championnat de son histoire.
- La saison 2022-2023 de la Botola Pro1 Inwi est la 107e édition du championnat du Maroc de football et la 3e sous l'appellation Botola Pro1 Inwi[8]. Il s'agit de la 12e édition du championnat sous l'ère professionnelle. La saison commence le 1er septembre 2022[9] et s'achève le 23 juin 2023.
- Le Championnat du Maroc de football de deuxième division 2021-2022 est la 66e édition du championnat du Maroc de football D2. Elle oppose 16 clubs regroupées au sein d'une poule unique où les équipes se rencontrent deux fois, à domicile et à l'extérieur. En fin de saison, les deux derniers sont relégués et remplacés par les deux premiers clubs du National, l'équivalent de la D3 au Maroc. Les deux premières places sont qualificatives à la Botola Pro 2022-2023.
- Le Championnat National 2021-2022 oppose cette saison seize clubs du troisième niveau marocain en une série de trente rencontres.
- Le Championnat du Maroc de football de troisième division 2022-2023 oppose seize clubs du troisième niveau marocain en une série de trente rencontres.
- La Coupe du Trône 2021-2022 est la 66e édition de la Coupe du Trône de football.
- La Coupe du Trône 2022-2023 est la 67e édition de la Coupe du Trône de football.
- La Saison 2021-2022 du Raja Club Athletic est la 73e de l'histoire du club depuis sa fondation le 20 mars 1949. Elle fait suite à la saison 2020-2021 qui a vu le Raja remporter la Coupe de la confédération et le Championnat arabe des clubs.
- La saison 2022-2023 du Raja Club Athletic est la 74e de l'histoire du club depuis sa fondation le 20 mars 1949. Elle fait suite à la saison 2021-2022 dans laquelle le Raja a terminé vice-champion en championnat.

### Tennis
- L'édition masculine 2022 du tournoi de tennis du Maroc se déroule du 4 au 10 avril à Marrakech, sur terre battue en extérieur. Elle appartient à la catégorie ATP 250.
- L'édition féminine 2022 du tournoi de tennis du Maroc se déroule du 15 mai au 21 mai à Rabat, sur terre battue en extérieur. Elle appartient à la catégorie WTA 250.

## Culture
- Le Bleu du caftan est un film franco-maroco-belgo-danois réalisé par Maryam Touzani, sorti en 2022.
- Memoria est un court métrage marocain réalisé en 2022 par Kacem Skalli. Le film explore le parcours émotionnel d'un jeune garçon qui, après la mort de sa mère, doit faire face à son deuil en suivant une thérapie.Texte en gras